# 편지쇼 살맛나는 세상
편지쇼 살맛나는 세상은 SBS에서 하는 교양프로그램이다.

## 기획의도
편지를 통하는 프로그램

## 진행자
- 배한성
- 송채환